# Heimtier

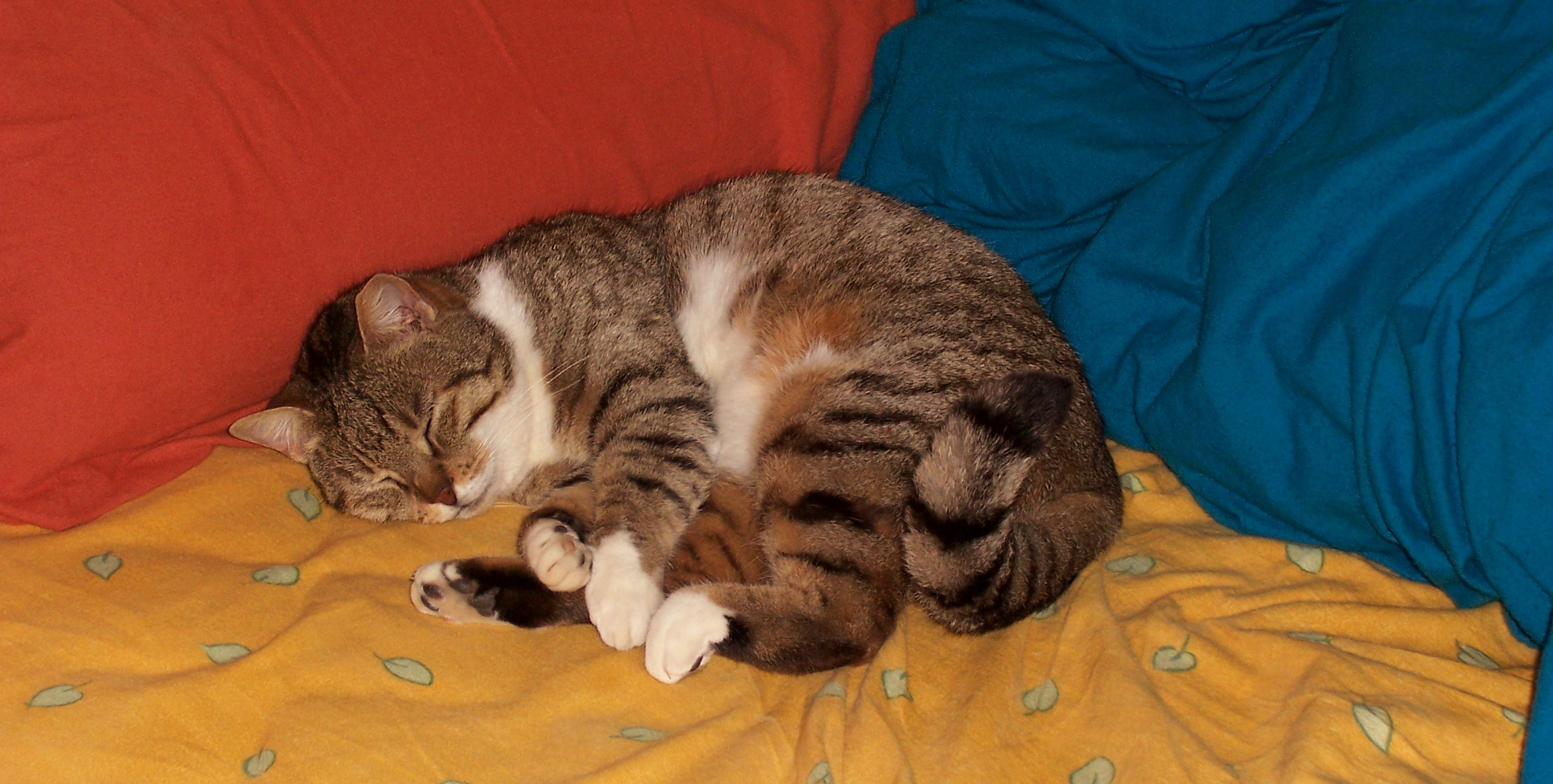
Hauskatze, eines der beliebtesten Heimtiere

Heimtiere sind Tiere, die vom Menschen aus verschiedenen Motiven meist in der Wohnung oder in sonstigem engen Kontakt mit ihm gehalten werden. Motive für die Haltung von Heimtieren können sein: Freude am Tier, Zierde, Interesse an Verhaltensweisen oder auch Züchtung der Tiere, Leben mit zahmen Tieren als Sozialpartner, Ersatz für menschliche Sozialpartner oder für Kinder als Spielgefährten.
Als Heimtiere kommen fast alle in Größe und Verhaltensweisen zur Haltung in der Wohnung geeigneten Arten in Frage. Meist handelt es sich um Säugetiere, aber auch viele Vogel-, Reptilien-, Amphibien- und Fischarten sowie diverse Wirbellose werden als Heimtiere gehalten. Im Fall von Reptilien und Wirbellosen, die zumeist in Terrarien gehalten werden, können auch relativ gefährliche Tiere dazu zählen: Skorpione, Spinnen, Giftschlangen, Riesenschlangen.

## Begriff

### Definitionen
Das Europäische Übereinkommen zum Schutz von Heimtieren vom 13. November 1987 bestimmt in Artikel 1 den Begriff Heimtier folgendermaßen: „Der Ausdruck Heimtier bezeichnet ein Tier, das der Mensch in seinem Haushalt zu seiner eigenen Freude und als Gefährten hält oder das für diesen Zweck bestimmt ist.“ Für die EU schärfer definiert etwa die VO (EG) Nr. 1069/2009 ein Heimtier als „Tier einer Art, die normalerweise von Menschen zu anderen Zwecken als zu landwirtschaftlichen Nutzzwecken gefüttert und gehalten, jedoch nicht verzehrt wird“.

### Abgrenzung zum Haustier
Die Abgrenzung zur Verwendung des Begriffs Haustier erfolgt oft unscharf. Die Alltagssprache gebraucht sie in der Regel als Synonyme. Im wissenschaftlich präzisen Sprachgebrauch handelt es sich bei Haustieren um Tiere, die vom Menschen zu bestimmten Nutzungen  gehalten und domestiziert wurden. Heimtiere wie Nutztiere können, müssen aber nicht domestiziert sein. Nahezu alle Heimtiere, die keine Säugetiere sind, sind in diesem Sinne Wildtieren näher als Haustieren. Bei als Heimtier gehaltenen Arten finden sich alle Übergänge vom Wildfang bis zur weitgehenden Domestizierung. Bei manchen Haustierarten oder -rassen überwiegt heute die Haltung als Heimtier, der sich ursprüngliche Nutzungs- und Zuchtziele unterordneten. So bei Hauskatze und Haushund. Die Übergänge sind  fließend. Waren Kanarienvögel in Europa bis in die 1950er Jahre wichtige Nutztiere im Kohlebergbau, wo ihr Verhalten vor giftigen Gasen wie (Kohlenmonoxid) warnte, die beim Stollenvortrieb austreten können, sind sie nun nahezu ausschließlich und lediglich Zier- oder Heimvögel. Während das Hausmeerschweinchen in seiner südamerikanischen Heimat  Nutztier ist, wird es in Europa seit seiner Einführung neben der Nutzung als Versuchstier fast ausschließlich als Heimtier gehalten. Generell sind Überschneidungen zwischen Labortieren und Heimtieren häufig; einige heute beliebte Heimtiere wie die Farbratte wurden als Versuchstiere gezüchtet.

### Englische Sprache
Im Englischen sind die Bezeichnungen eindeutig: pet für Heimtiere und domestic animal oder domesticated animal für Haustiere im biologischen Sinn (domestizierte Tiere).

## Heimtierpopulation in Deutschland
Nach Angaben des Zentralverbandes Zoologischer Fachbetriebe Deutschlands (ZZF) hielt 2012 mehr als ein Drittel der Haushalte in Deutschland Heimtiere:
- 12,3 Millionen Katzen (in 16,5 Prozent der Haushalte),
- 7,4 Millionen Hunde (in 13,4 Prozent der Haushalte),
- 7,6 Millionen Kleinsäuger (in 6,2 Prozent der Haushalte, vor allem Zwergkaninchen)
- 3,7 Millionen Ziervögel (vor allem Wellensittiche).
- Zudem gab es etwa
  - 2,3 Millionen Aquarien und
  - 2,6 Millionen Gartenteiche mit Zierfischbesatz sowie
- 800.000 Terrarien vor allem mit Schlangen und Echsen.[3]

Die Zahlen nahmen bis 2018 zu:  34,4 Millionen Heimtiere (ohne Zierfische und Terrarientiere) wurden in Deutschland gehalten, dabei in 45 % aller Haushalte. 63 % aller Familien mit Kindern hatten ein Heimtier und 22 % aller Haushalte besaßen mindestens zwei Heimtiere:
- 14,8 Millionen Katzen (in 23 % der Haushalte)
- 9,4 Millionen Hunde (in 19 % der Haushalte),
- 5,4 Millionen Kleintiere (in 6 % der Haushalte),
- 1,0 Millionen Terrarien (in 2 % der Haushalte),
- 1,5 Millionen Gartenteiche (in 3 % der Haushalte),
- 1,9 Millionen Aquarien (in 4 % der Haushalte) und
- 4,8 Millionen Heimvögel (in 4 % der Haushalte).

Zum  Heimtier des Jahres ernannte der ZFF erstmals im Jahr 2023 die Bartagamen. Ihnen folgte 2024  der Zebra-Harnischwels, 2025 die Farbratte.